# Заш!
Заш! (на немски: Sash!) е музикална група по проект, реализиран в Германия през 1995 г. Групата носи част от името на единия от членовете ѝ – Заша Лапесен (роден на 10 юни 1970 година в Нететал, Германия). Триото немски музиканти създава качествено нов стил в духа на модерното разбиране за trance музика.

## История
Групата набира скорост през 1995 година, когато окончателно се оформят творческите търсения на членовете и. Ралф Капмайер и Томас Людке изибират позицията на мениджъри, докато официалното лице на сцената и пред публиката е Заша Лапесен. Съвместната им работа води до излизането на три от най-популярните им сингли – Ecuador, It’s my life и Encore une fois.
През 1997 година на музикалния пазар излиза и първия самостоятелен албум на групата – It's my life. Пет от най-популярните песни на групата трайно окупират европейските музикални класации. В UK Top 3 попадат: Encore une fois, Equador, Adelante, Stay, La Primavera и Mysterious Time.
В музикалните парчета на немската група се наблюдава постоянен интерес към испанския език. В два от синглите – Equador и Adelante се затвърждава тази констатация.
В песента Ecuador, която е част от първия албум It's my life екстравагантно решение е партньорството между „лицето на групата“ Заша Лапесен и Адриан Родригес. Комбинацията между двамата изпълнители превръщат Ecuador в едно от най-слушаните парчета в европейските чартове, както в края на деветдесетте години, така и в началото на новия век. Музикалната група работи и с други популярни изпълнители. Така се раждат хитовете – Colour the World с Dr. Alban и Run с Бой Джордж.

## Награди
- Награди за клубна музика: Най-добър dance запис.
- Международни disco награди: Най-добър dance запис.
- Techno D'Or Cannes